# Garanti
En garanti är en utfästelse, ofta i ett köpeavtal, med löfte om reparation/kompensation/återbetalning till köparen om det finns eller uppstår ett fel på en vara, under vissa i avtalet angivna förutsättningar.
Säljare eller tillverkare kan lämna garanti för sålda varor, men är inte skyldiga att göra det. Garantitiden är ofta något eller några år för kapitalvaror och kunden måste anmäla felet inom den tiden för att garantin ska gälla. Säljaren/tillverkaren är skyldig att lämna tydlig information om gällande garanti och köparen är skyldig att förpassa sig efter den. När garantin utnyttjas ska köparen erbjudas något av följande:
- Reparation av varan
- En ersättningsvara
- Avdrag på priset
- Tillbakaköp

När garantin inte gäller är det upp till säljaren/tillverkaren att bevisa exempelvis:
- Olyckshändelse efter att kunden mottagit varan
- Vanvård
- Onormal användning
- Missbruk av skötsel- och serviceanvisningar

Det kan finnas möjlighet att köpa en extra produktförsäkring (tilläggsförsäkring), som även kan skydda mot olycksfall. Hemförsäkringen täcker också sådana skador, men har högre självrisk än en produktförsäkring.
Förutom eventuell garanti och försäkring gäller enligt konsumentköplagen i Sverige reklamationsrätten i tre år, om kunden hävdar att varan varit felaktig sedan tillverkningen, och hör av sig inom rimlig tid (typiskt 2 månader) efter att felet har upptäckts. De första 6 månaderna ligger bevisbördan hos säljaren om säljaren hävdar att köparen inte följt skötselråd eller själv skadat varan; därefter ligger bevisbördan hos kunden.

## Andra betydelser
Garanti kan även syfta på vidmakthållande (även skyddande och värnande) i folkrättsliga sammanhang.

### Webbkällor
- Garanti, Konsumentverket. Läst 16 september 2013.
- Vad är garanti, Lättläst på Konsumentverket.